# 焦赞
焦赞（?—?），北宋名将，传说中在杨家将中追随杨六郎，与孟良是好友，人称“焦不离孟，孟不离焦”。在许多演义小说、戏曲、影视剧作品中出现。焦赞儿子焦廷贵，见于《呼家将》和《狄青征西》等小说。
历史上焦赞是焦德裕的远祖，《元史》卷一百五十三《焦德裕传》:“焦德裕字宽父，其远祖赞，从宋丞相富弼镇瓦桥关，遂为雄州人”，可见是在富弼手下镇守北方的抗辽将领。

## 影视剧作品
- 楊家將 (無綫電視劇)，陳榮峻 饰
- 杨家将 (1991年电视剧)，雍和平 饰
- 一門英烈穆桂英，蔡文星 饰
- 少年楊家將，韩志 饰
- 白玉堂之局外局，肖国光 饰